# アル・プラザ小杉
アル・プラザ小杉（アル・プラザこすぎ）は、富山県射水市三ヶにあるショッピングセンターである。平和堂が運営するアル・プラザとしては富山県内第1号の出店である。

## 概要
1995年10月16日、大店法に基づく出店申請（三条申請）が富山県に受理される（この時点では、1996年10月のオープン予定であった）。
鉄鋼メーカーの笹谷工業が旧射水郡小杉町のJR小杉駅南側に持っていた本社工場の土地を、砺波市の若林工業団地内になる工場へ移転することに伴い平和堂へ貸し出す形で開発が行われ、1996年5月16日に起工式を行い、同年11月30日にオープンした。
開店当時、百貨店を除く商業施設としては高岡市の高岡サティ（2009年に閉店）に次ぐ県内2番目の店舗面積（19,798m2）を誇り、町内外から多数の来客者を迎えた。駅を利用する買い物客の利便性を図るために小杉駅南口が設けられたこともあり、駅南側は古くからの市街地である駅北側の活気を奪うほどの発展を見せた。
小杉町が合併で射水市となった後も、市内では最大の商業施設となっている。駅に隣接した立地ながら、県民の自家用車所有率の高さから自家用車での来店者が多くを占める。

## 施設諸元
- 本棟 - 鉄骨3階建、延床面積40,217m2、平和堂のジュニアデパートと65の専門店が入居[5]。
- 別棟 - 延床面積10,883m2、ホームセンターの別棟で、開店当時はパチンコ店、ボウリング場、ゲームセンター、カラオケボックスなどの娯楽施設が併設されていた[5]。現在はクァトロブーム小杉 アミューズメントなどが入居している。
- レストラン棟 - 飲食店が5店入り、1996年12月上旬にオープン[5]。

## テナント

### キーテナント
- アル・プラザ小杉

### 専門店
ファッション・雑貨
- ロザン
- SIENA
- リノ
- エルサカエ
- ほていや
- PEPE
- メガネの三城
- エステール
- 古都
- ジャック
- Parsleyhouse-Lapis-
- きものなごみや

暮らし・サービス
- airy
- 写楽楽
- カトレア
- OTANI
- カットコムズ
- ヤングドライ
- フナキ書店
- リフォームブティック
- キャンドゥ
- モーリーファンタジー
- わらびしい倶楽部
- 保険テラス
- KATEKYO学院
- フィットイージー

食品・飲食
- さわ
- パリクロワッサン
- 藤岡園
- フードパーク
- ワンズクラブカフェ
- マクドナルド
- 又兵衛
- ココス
- リブラン

その他
- 射水市商工企業立地課（2025年3月24日に射水市役所大島分庁舎から移転、2階に入居）
- ビジネス支援センター（スイッチ・イミズ、2025年4月1日開設）
- 射水市学習交流スペース『MOKU MOKU』（ビジネス支援センター横に2025年4月開設、名称の「MOKU MOKU」は4月28日にLINEアカウント『トミエコ』で募集した16件から選定したものを発表）

## 交通アクセス
鉄道
- あいの風とやま鉄道線小杉駅南口から徒歩すぐ。

自動車
- 北陸自動車道小杉ICから約12分。